# Thay lời muốn nói
Thay lời muốn nói là một chương trình ca nhạc theo yêu cầu do Đài Truyền hình Thành phố Hồ Chí Minh (HTV) sản xuất. Chương trình được phát sóng trên truyền hình mỗi tháng một lần với các chủ đề khác nhau từ năm 2000 cho đến nay, với những người dẫn chương trình chủ chốt hiện tại là Nguyên Khang, Nhật Trường, Thanh Phương và Minh Phương. Chương trình này lúc đầu được thực hiện dưới dạng ghi hình trước khi phát sóng, sau đó được chuyển sang thực hiện dưới dạng truyền hình trực tiếp từ năm 2004.

## Định dạng
Thay lời muốn nói được thực hiện dựa trên những lá thư chia sẻ, tâm sự của khán giả gửi đến, biên tập viên sẽ xâu chuỗi lại thành một mạch nội dung thống nhất và chọn các bài hát để phát sóng. Trước mỗi bài hát, người dẫn chương trình sẽ đọc một vài đoạn chọn lọc trong số các lá thư gửi về phù hợp với bài hát đó. Cuối mỗi kỳ, người dẫn chương trình sẽ công bố chủ đề ở kỳ sau để tiện cho việc định hướng nội dung thư của khán giả.
- Format hiện tại : Được sản xuất như một sân khấu ca nhạc truyền hình trực tiếp (ban đầu gọi là "Live trên sóng"), phần lớn khán giả trong nhà hát chính là tác giả của những lá thư gửi về. Chương trình được ghi hình và phát trực tiếp trên sóng HTV9 vào 21 giờ tối chủ nhật hàng tháng.

## Giải thưởng
| Năm  | Giải thưởng        | Hạng mục                                               | Đề cử cho         | Kết quả   | Nguồn |
| ---- | ------------------ | ------------------------------------------------------ | ----------------- | --------- | ----- |
| 2009 | Giải Mai Vàng 2009 | Người dẫn chương trình truyền hình được yêu thích nhất | Lê Đỗ Quỳnh Hương | Đoạt giải |       |
| 2009 | Giải Mai Vàng 2009 | Chương trình truyền hình được yêu thích nhất           | Thay lời muốn nói | Đoạt giải | [ 2 ] |